# Rajdowe Samochodowe Mistrzostwa Polski 1959
Ten artykuł dotyczy sezonu 1959 Rajdowych Samochodowych Mistrzostw Polski. W tym roku samochody startujące w RSMP podzielone były na sześć klas:
- Klasa VIII – do 2600cm³.
- Klasa VII – do 2000cm³.
- Klasa VI – do 1600cm³.
- Klasa V – do 1300cm³.
- Klasa IV – do 1000cm³.
- Klasa III – do 750cm³

## Kalendarz[2]
| Runda | Data          | Nazwa rajdu                             | Baza rajdu | Nawierzchnia | Raport |
| 1     | 21-22 lutego  | 5. Ogólnopolski Zimowy Rajd Samochodowy | Zakopane   | lód/śnieg    | Wyniki |
| 2     | 8-9 maja      | 19. Międzynarodowy Rajd Samochodowy     | Kraków     | asfalt       | Wyniki |
| 3     | 19-21 czerwca | 3. Rajd Dolnośląski                     |            |              | Wyniki |
| 4     | 4-6 września  | 9. Rajd w Wiśle                         |            |              | Wyniki |

## Klasyfikacja generalna kierowców[3]
Punkty do RSMP przyznawano za 6 pierwszych miejsc według systemu: 8-6-4-3-2-1.
| Miejsce    | Kierowca             | Samochód                    | Pkt |
| Klasa VIII |                      |                             |     |
| 1          | Ksawery Frank        | Opel Kapitan, Simca Vedette | 22  |
| 2          | Henryk Ruciński      | Ford Zephyr, Ford Zodiac    | 22  |
| Klasa VII  |                      |                             |     |
| 1          | Andrzej Żymirski     | Opel Olympia, Opel Rekord   | -   |
| Klasa V    |                      |                             |     |
| 1          | Krzysztof Komornicki | Simca Aronde                | -   |
| Klasa IV   |                      |                             |     |
| 1          | Antoni Weiner        | IFA F9, Wartburg            | -   |
| Klasa III  |                      |                             |     |
| 1          | Stanisław Wierzba    | Syrena                      | -   |